# Goiabal (Governador Valadares)
Goiabal, também conhecido como São José do Goiabal, é um distrito do município brasileiro de Governador Valadares, no interior do estado de Minas Gerais. Segundo o censo demográfico de 2022, realizado pelo Instituto Brasileiro de Geografia e Estatística (IBGE), sua população era de 1 005 habitantes e havia 378 domicílios particulares permanentes ocupados. Possui área de 75,87 km² conforme a Fundação João Pinheiro (FJP). Foi criado pela lei municipal nº 3.768 de 9 de agosto de 1993.
De acordo com o IBGE, em 2010 a população era de 1 244 habitantes e havia 464 domicílios particulares.